# Jean-Claude Lebeau
Jean-Claude Lebeau (* 5. Juni 1979 in Lüttich) ist ein ehemaliger belgischer Radrennfahrer.
Jean-Claude Lebeau begann seine Karriere 2004 bei dem belgischen Professional Continental Team Landbouwkrediet-Colnago. In seinem zweiten Jahr wurde er erst Dritter beim Grand Prix Möbel Alvisse in Luxemburg und später Fünfter beim Grand Prix Heusden. Sein größter Erfolg war der zweite Platz beim Vlaamse Pijl 2006. Im Jahr darauf wurde er Achter beim Grote Prijs Gerrie Knetemann.

## Teams
- 2004–2007 Landbouwkrediet-Colnago

| Personendaten    | Personendaten            |
| ---------------- | ------------------------ |
| NAME             | Lebeau, Jean-Claude      |
| KURZBESCHREIBUNG | belgischer Radrennfahrer |
| GEBURTSDATUM     | 5. Juni 1979             |
| GEBURTSORT       | Lüttich                  |